# 全日本國民的美少女比賽
全日本國民的美少女比賽始於1987年，由日本著名藝能事務所奧斯卡傳播主辦，由朝日電視台及其合作唱片公司共同舉辦，許多日本著名女性藝人皆由此比賽踏入演藝圈。大會曾經在東京的赤坂王子酒店及全日空酒店舉辦，目前共舉辦14回。

## 歷屆冠軍
- 第1屆（1987年）：金谷滿紀子（藤谷美紀）
- 第2屆（1988年）：細川知保（細川直美）
- 第3屆（1989年）：小原光代（日语：小原光代）
- 第4屆（1990年）：小田茜
- 第5屆（1991年）：今村雅美（日语：今村雅美）
- 第6屆（1992年）：佐藤藍子
- 第7屆（1997年）：須藤溫子
- 第8屆（2002年）：阪田瑞穗（日语：阪田瑞穗）、澀谷飛鳥
- 第9屆（2003年）：河北麻友子
- 第10屆（2004年）：山内久留實
- 第11屆（2006年）：林丹丹
- 第12屆（2009年）：工藤綾乃
- 第13屆（2012年）：吉本實憂、小澤奈々花
- 第14屆（2014年）：高橋光
- 第15屆（2017年）：井本彩花

## 此徵選出身的著名藝人
- 石川亞沙美（日语：石川亞沙美）（模特兒；第4屆 - 模特兒部門獎）
- 佐藤藍子（惡作劇之吻女主角；第6屆 - 冠軍）
- 米倉涼子（演員；第6屆 - 審査員特別獎）
- 鈴木紗理奈（第6屆 - 演技部門獎）
- 持田香織（小事樂團主唱；第6屆 - 預賽敗退）
- 上戶彩（演員；第7屆 - 審査員特別獎）
- 橋本愛實（寫真女星；第7屆 - 演技部門獎）
- 山本梓（寫真女星；第7屆 - 預賽敗退）
- 山崎靜代（日语：山崎靜代）（搞笑組合「南海甜心隊（日语：南海キャンディーズ）」成員；第7屆 - 預賽敗退）
- 安良城紅（偶像歌手；第8屆 - 決賽出場）
- 剛力彩芽（演員、歌手；第8屆 - 預賽敗退）
- 福田沙紀（演員；第10屆 - 演技部門獎）
- 武井咲（演員；第11屆 - 模特兒部門賞、多媒體部門賞）
- 忽那汐里（演員；第11屆 - 審査員特別獎）
- 宮崎香蓮（日语：宮崎香蓮）（演員；第11屆 - 演技部門獎）

## 外部連結
- 第15回 全日本国民的美少女コンテスト （页面存档备份，存于）